# Agromyza bicaudata
Agromyza bicaudata är en tvåvingeart som beskrevs av Friedrich Georg Hendel 1920. Agromyza bicaudata ingår i släktet Agromyza och familjen minerarflugor.
Artens utbredningsområde är Rumänien. Arten har ej påträffats i Sverige. Inga underarter finns listade i Catalogue of Life.